# Kuszczynci
Kuszczynci (ukr. Кущинці) – wieś na Ukrainie, w obwodzie winnickim, w rejonie hajsyńskim, w hromadzie Hajsyn. W 2001 liczyła 580 mieszkańców, wśród których 570 wskazało jako ojczysty język ukraiński, 8 rosyjski, a 2 mołdawski.